# Liste des monuments historiques de Riquewihr
Ce tableau présente la liste de tous les monuments historiques de Riquewihr (Haut-Rhin), classés ou inscrits.

## Monuments historiques
Selon la base Mérimée, il y a 40 monuments historiques à Riquewihr, inscrits ou classés.
| Monument | Adresse                                                     | Coordonnées                      | Notice         | Protection     | Date                | Illustration |
| --- | ----------------------------------------------------------- | -------------------------------- | -------------- | -------------- | ------------------- | --- |
| Abbaye d'Autrey ancienne cour, mur de clôture, puits, dépendances                                                                                               | 5, rue du Cheval                                            | 48° 09′ 59″ nord, 7° 17′ 47″ est | « PA00085608 » | Classé         | 1994                | Abbaye d'Autreyancienne cour, mur de clôture, puits, dépendances                                                                                               |
| Château de Bilstein ruines |                                                             | 48° 11′ 44″ nord, 7° 16′ 12″ est | « PA00085599 » | Classé         | 1898                | Château de Bilsteinruines |
| Château des comtes de Montbéliard-Wurtemberg ancien château | 3, cour du Château                                          | 48° 09′ 59″ nord, 7° 17′ 57″ est | « PA00085598 » | Classé         | 1900                | Château des comtes de Montbéliard-Wurtembergancien château |
| Château de Reichenstein ruines | Herrenwald                                                  | 48° 10′ 39″ nord, 7° 16′ 53″ est | « PA00085761 » | Inscrit        | 1990                | Château de Reichensteinruines |
| Cour des évêques de Strasbourg façades, toitures, arcade d'entrée extérieure                                                                                    | 11-12-13, rue de la Première-Armée 6, rue du Cheval         | 48° 09′ 58″ nord, 7° 17′ 48″ est | « PA00085600 » | Inscrit        | 1988                | Cour des évêques de Strasbourgfaçades, toitures, arcade d'entrée extérieure                                                                                    |
| Église Notre-Dame ancienne église | 16-17, place des Trois-Églises                              | 48° 10′ 02″ nord, 7° 17′ 52″ est | « PA00085601 » | Inscrit        | 1930                | Église Notre-Dameancienne église |
| Fontaine de la Sinne fontaine |                                                             | 48° 10′ 02″ nord, 7° 17′ 45″ est | « PA00085602 » | Inscrit        | 1930                | Fontaine de la Sinnefontaine |
| Fortifications - porte haute, Dolder, vieux mur - vestiges des murs d'enceinte                                                                                  |                                                             | 48° 10′ 04″ nord, 7° 17′ 45″ est | « PA00085603 » | Classé Inscrit | 1900 1986 1996 2000 | Fortifications- porte haute, Dolder, vieux mur- vestiges des murs d'enceinte- vestiges des murs d'enceinte- vestiges des murs d'enceinte                       |
| Hôpital - façade et toiture principale - façade latérale, façade et toiture postérieure, charpente de l'ancienne église                                         | 14, place des Trois-Églises                                 | 48° 10′ 03″ nord, 7° 17′ 52″ est | « PA00085604 » | Inscrit        | 1930 1987           | Hôpital- façade et toiture principale- façade latérale, façade et toiture postérieure, charpente de l'ancienne église                                          |
| Hôtel de Berkheim façades et toitures sur la première cour | 38, rue du Général-de-Gaulle                                | 48° 10′ 02″ nord, 7° 17′ 50″ est | « PA00085605 » | Inscrit        | 1930                | Hôtel de Berkheimfaçades et toitures sur la première cour |
| Hôtel de ville façades, toiture | Place Voltaire                                              | 48° 09′ 59″ nord, 7° 17′ 59″ est | « PA00085606 » | Inscrit        | 1930                | Hôtel de villefaçades, toiture |
| Immeuble Le Gratte-Ciel façades, toiture | 14, rue du Général-de-Gaulle                                | 48° 10′ 00″ nord, 7° 17′ 55″ est | « PA00085618 » | Inscrit        | 1937                | Immeuble Le Gratte-Cielfaçades, toiture |
| Maison façades, toitures | 1, rue des Trois-Églises                                    | 48° 10′ 01″ nord, 7° 17′ 52″ est | « PA00085633 » | Inscrit        | 1984                | Maisonfaçades, toitures |
| Maison façade avec oriel et toiture sur rue | 11, rue Saint-Nicolas                                       | 48° 09′ 59″ nord, 7° 17′ 44″ est | « PA00085632 » | Inscrit        | 1930                | Maisonfaçade avec oriel et toiture sur rue |
| Maison façade sur rue avec oriel, toiture, porte gothique | 13, rue du Général-de-Gaulle                                | 48° 10′ 00″ nord, 7° 17′ 54″ est | « PA00085617 » | Inscrit        | 1930                | Maisonfaçade sur rue avec oriel, toiture, porte gothique |
| Maison façades avec galeries sur cour | 13, rue Latérale                                            | 48° 10′ 00″ nord, 7° 17′ 46″ est | « PA00085629 » | Inscrit        | 1930                | Maisonfaçades avec galeries sur cour |
| Maison façades, toitures | 14, rue des Juifs                                           | 48° 10′ 04″ nord, 7° 17′ 45″ est | « PA00085625 » | Inscrit        | 1981                | Maisonfaçades, toitures |
| Maison maison | 16, rue de la Première-Armée                                | 48° 09′ 58″ nord, 7° 17′ 48″ est | « PA00085630 » | Inscrit        | 1930                | Maisonmaison |
| Maison façade principale avec oriel, toiture | 18, rue de la Couronne                                      | 48° 09′ 57″ nord, 7° 17′ 51″ est | « PA00085611 » | Inscrit        | 1930                | Maisonfaçade principale avec oriel, toiture |
| Maison façade sur rue, toiture | 18, rue du Général-de-Gaulle                                | 48° 10′ 00″ nord, 7° 17′ 54″ est | « PA00085615 » | Inscrit        | 1960                | Maisonfaçade sur rue, toiture |
| Maison façade principale avec oriel, toiture | 3, rue des Écuries                                          | 48° 10′ 01″ nord, 7° 17′ 56″ est | « PA00085612 » | Inscrit        | 1930                | Maisonfaçade principale avec oriel, toiture |
| Maison façade sur rue, toiture | 30, rue du Général-de-Gaulle                                | 48° 10′ 01″ nord, 7° 17′ 51″ est | « PA00085621 » | Inscrit        | 1930                | Maisonfaçade sur rue, toiture |
| Maison façade | 45, rue du Général-de-Gaulle                                | 48° 10′ 02″ nord, 7° 17′ 48″ est | « PA00085614 » | Inscrit        | 1930                | Maisonfaçade |
| Maison façades sur rue avec porte d'entrée, façade sur cour avec tourelle d'escalier, vestibule d'entrée                                                        | 4, rue Kilian                                               | 48° 10′ 02″ nord, 7° 17′ 54″ est | « PA00085626 » | Inscrit        | 1930                | Maisonfaçades sur rue avec porte d'entrée, façade sur cour avec tourelle d'escalier, vestibule d'entrée                                                        |
| Maison - tourelle avec escalier et porte, plafond peint à solives - façades, toitures, passage d'entrée                                                         | 44, rue du Général-de-Gaulle                                | 48° 10′ 03″ nord, 7° 17′ 48″ est | « PA00085623 » | Classé Inscrit | 1989                | Maison- tourelle avec escalier et porte, plafond peint à solives- façades, toitures, passage d'entrée                                                          |
| Maison façade sur rue avec oriel, façade sur cour, puits | 6, rue Latérale                                             | 48° 10′ 00″ nord, 7° 17′ 49″ est | « PA00085627 » | Inscrit        | 1930                | Maisonfaçade sur rue avec oriel, façade sur cour, puits |
| Maison façades sur rue, façade sur cour avec tourelles d'escalier et galeries, toiture, puits                                                                   | 6-8, rue Saint-Nicolas                                      | 48° 09′ 59″ nord, 7° 17′ 44″ est | « PA00085631 » | Inscrit        | 1930                | Maisonfaçades sur rue, façade sur cour avec tourelles d'escalier et galeries, toiture, puits                                                                   |
| Maison façade principale, toiture | 7, rue des Cordiers                                         | 48° 10′ 03″ nord, 7° 17′ 47″ est | « PA00085609 » | Inscrit        | 1930                | Maisonfaçade principale, toiture |
| Maisons façades sur cour avec galerie et oriel, mur de liaison extérieur, façades extérieures, toitures                                                         | 10-11-12, rue Latérale                                      | 48° 10′ 00″ nord, 7° 17′ 46″ est | « PA00085628 » | Inscrit        | 1997                | Maisonsfaçades sur cour avec galerie et oriel, mur de liaison extérieur, façades extérieures, toitures                                                         |
| Maison d'Ambroise Dieffenbach maison | 12, rue du Général-de-Gaulle                                | 48° 10′ 00″ nord, 7° 17′ 56″ est | « PA00085616 » | Inscrit        | 1996                | Maison d'Ambroise Dieffenbachmaison |
| Maison Dissler - intérieur - façades, toitures | 6, rue de la Couronne                                       | 48° 09′ 59″ nord, 7° 17′ 51″ est | « PA00085610 » | Inscrit Classé | 1930 1964           | Maison Dissler- intérieur- façades, toitures |
| Maison à l'Étoile façade, toiture | 42, rue du Général-de-Gaulle                                | 48° 10′ 02″ nord, 7° 17′ 49″ est | « PA00085622 » | Inscrit        | 1930                | Maison à l'Étoilefaçade, toiture |
| Maison Kiener (ancienne demeure du gourmet Conrad Ortlieb) façades, toitures, passage d'entrée, intérieurs avec dispositions et décors anciens, cour avec puits | 2, rue du Cerf                                              | 48° 10′ 02″ nord, 7° 17′ 45″ est | « PA00085607 » | Inscrit        | 1999                | Maison Kiener (ancienne demeure du gourmet Conrad Ortlieb)façades, toitures, passage d'entrée, intérieurs avec dispositions et décors anciens, cour avec puits |
| Maison du maire Eberlin façades, toitures, cave, tourelle d'escalier                                                                                            | 5, rue des Trois-Églises                                    | 48° 10′ 02″ nord, 7° 17′ 51″ est | « PA00135159 » | Inscrit        | 1995                | Maison du maire Eberlinfaçades, toitures, cave, tourelle d'escalier                                                                                            |
| Maison Méquillet façades, trois pièces et couloir avec décor au premier étage                                                                                   | 6, rue des Écuries                                          | 48° 10′ 02″ nord, 7° 17′ 57″ est | « PA00085613 » | Inscrit        | 1985                | Maison Méquilletfaçades, trois pièces et couloir avec décor au premier étage                                                                                   |
| Maison à l'Ours noir façade sur rue, toiture | 27, rue du Général-de-Gaulle                                | 48° 10′ 01″ nord, 7° 17′ 50″ est | « PA00085620 » | Inscrit        | 1930                | Maison à l'Ours noirfaçade sur rue, toiture |
| Maison de la Sage-Femme façade, toiture | 15, rue Trois-Églises                                       | 48° 10′ 03″ nord, 7° 17′ 52″ est | « PA00085634 » | Inscrit        | 1930                | Maison de la Sage-Femmefaçade, toiture |
| Maison Thalinger maison | 62, rue du Général-de-Gaulle                                | 48° 10′ 02″ nord, 7° 17′ 44″ est | « PA00085624 » | Inscrit        | 1946                | Maison Thalingermaison |
| Nid de Cigognes façade latérale avec fenêtre, façades sur cour avec galeries, toitures, puits                                                                   | 16, rue du Général-de-Gaulle                                | 48° 10′ 00″ nord, 7° 17′ 54″ est | « PA00085619 » | Inscrit        | 1930                | Nid de Cigognesfaçade latérale avec fenêtre, façades sur cour avec galeries, toitures, puits                                                                   |
| Puits des Juifs puits | Rue du Général-de-Gaulle Rue Hederich 25, rue Saint-Nicolas | 48° 10′ 04″ nord, 7° 17′ 45″ est | « PA00085635 » | Inscrit        | 1930                | Puits des Juifspuits |

## Mobiliers historiques
Selon la base Palissy, il y a 11 objets monuments historiques à Riquewihr.
| Monument historique                                | Localisation                                          | Protection | Date de la protection | Référence            | Photo |
| -------------------------------------------------- | ----------------------------------------------------- | ---------- | --------------------- | -------------------- | ----- |
| peinture murale : le Jugement dernier              | église Saint-Érard, actuellement édifice d'habitation | classé     | 1982                  | Notice no PM68000314 |       |
| orgue de tribune                                   | église catholique Sainte-Marguerite                   | classé     | 1986                  | Notice no PM68000931 |       |
| orgue de tribune : partie instrumentale de l'orgue | église catholique Sainte-Marguerite                   | classé     | 1986                  | Notice no PM68000315 |       |
| tableau et son cadre : Sainte Marguerite           | église catholique Sainte-Marguerite                   | inscrit    | 1989                  | Notice no PM68001157 |       |
| orgue de tribune                                   | église protestante Sainte-Marguerite                  | classé     | 1976                  | Notice no PM68000930 |       |
| orgue de tribune : buffet d'orgue                  | église protestante Sainte-Marguerite                  | classé     | 1976                  | Notice no PM68000313 |       |
| orgue de tribune : partie instrumentale de l'orgue | église protestante Sainte-Marguerite                  | classé     | 1973                  | Notice no PM68000312 |       |
| cloche de tocsin appelée braillard                 | église protestante                                    | inscrit    | 1996                  | Notice no PM68001629 |       |
| cloche Sainte-Marguerite                           | église protestante                                    | inscrit    | 1996                  | Notice no PM68001628 |       |
| ex-voto                                            | presbytère                                            | inscrit    | 1995                  | Notice no PM68001531 |       |
| tableau : Mort de Saint-Alexis                     | presbytère                                            | inscrit    | 1995                  | Notice no PM68001530 |       |